# 西沢祥平
西沢 祥平（にしざわ しょうへい、1930年〈昭和5年〉 - 2016年〈平成28年〉7月7日）は、日本のアナウンサー、ニュースキャスター。元CICカナダ国際大学副学長。

## 人物
松本高等学校 (旧制)から学制改革により信州大学卒業後、東京大学に学士入学、教育学部を卒業。
1954年（昭和29年）、NHKに後期入局。札幌放送局に配属。1960年代から1980年代にかけ、ニュースや選挙開票速報番組などで活躍した。後にチーフアナウンサーを歴任し 1970年入局の新人研修の講師を務め、その後も多くの後輩の指導にも全力を注いだ。
1987年（昭和62年）10月、NHKを退職。CICカナダ国際大学副学長に就任。2年間カナダで大学運営と教育に携わり、1993年名誉副学長となる。
2016年7月7日午後2時20分、肺炎のため死去。85歳没。

## 出演番組
- テレビニュース
  - 朝・昼・夜（1960年代後半 - 1970年代前半頃）
  - 土曜の7時、8時30分（1970年4月 - 1982年3月）
  - 10時45分（東京勤務2度目時）
- NHKきょうのニュース（1970年4月 - 1972年3月）曜日不定
- NHKニュース (午後7時)（1972年4月 - 1982年3月）水・木曜
- 国政選挙の開票速報番組（総合司会、1980年の第36回衆院選、第12回参院選の衆参同日選挙まで）
- 日航機墜落事故スペシャル番組 日本の素顔（ナレーション）
- ＮＨＫ特集 「尾翼に何が起きたか」 ―検証・日航機墜落事故―（ナレーション）
- ラジオニュース